# 瑟爾比鄉 (比霍爾縣)
47°11′34.60″N 22°07′13.28″E / 47.1929444°N 22.1203556°E
瑟爾比鄉（羅馬尼亞語：Comuna Sârbi, Bihor），是羅馬尼亞的鄉份，位於該國西北部，由比霍爾縣負責管轄，面積63平方公里，海拔高度203米，2007年人口2,758，人口密度每平方公里44人。